# 帕拉佐洛-德洛斯泰拉
帕拉佐洛-德洛斯泰拉（義大利語：Palazzolo dello Stella），是意大利弗留利-威尼斯朱利亚大区乌迪内省的一个市镇。总面积34.43平方公里，人口3042人，人口密度88.4人/平方公里（2009年）。ISTAT代码为030069。